# Joseph von Hauer
Joseph von Hauer (* 6. März 1778 in Wien; † 2. Februar 1863 ebenda) war ein österreichischer Finanzbeamter, Staatsmann und Paläontologe.

## Leben

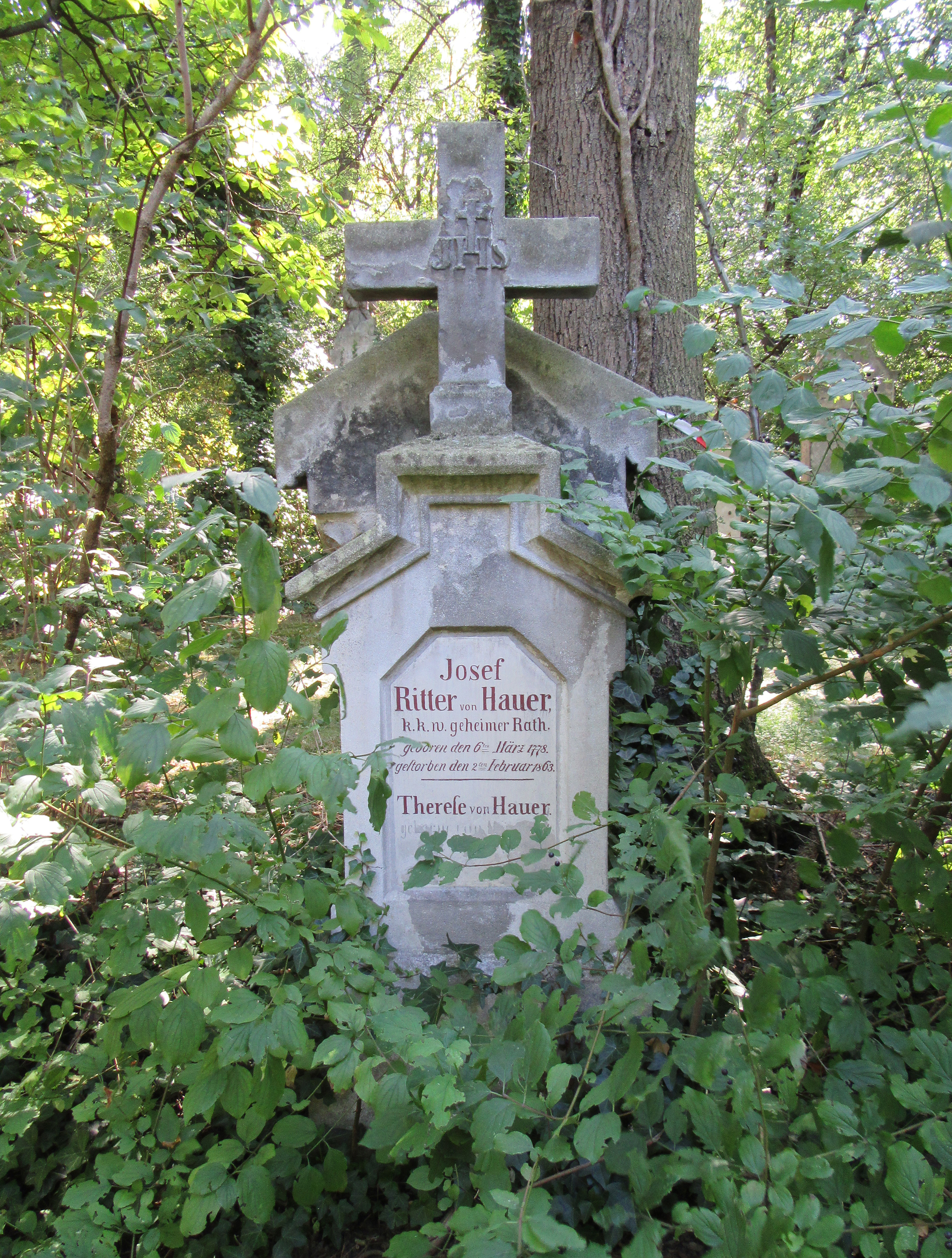
Grab von Joseph von Hauer auf dem Sankt Marxer Friedhof

Joseph von Hauer, Sohn des Hofkriegsrates Karl Josef von Hauer, studierte bis 1798 Rechtswissenschaften an der Universität Wien. 1800 wurde er Kreiskommissär in Korneuburg. Seit 1807 arbeitete er bei der k. k. Hofkammer in Wien, von 1831 bis zu seiner Pensionierung 1848 als deren Vizevorstand.
Daneben versah er verschiedene diplomatische Aufgaben. 1805 war im Armeekommissariat bei den russischen Truppen, nach der Schlacht bei Austerlitz bei den französischen Truppen. 1807 führte er eine volkswirtschaftliche Bereisung der Alpenländer durch. Im Jahre 1809 war er an der Auslagerung von Archiv- und Kunstgütern, darunter das k. k. Naturalienkabinett, vor den Franzosen aus Wien nach Ungarn beteiligt, die er 1810 wieder nach Wien zurückbringen konnte. 1810 reiste er mit Karl Chotek von Chotkow nach Frankreich, um für die k. k. Regierung die dortigen wirtschaftlichen und politischen Zustände zu begutachten. 1811 wurde er Mitglied der Kommission für die Beseitigung der Bankozettelwirtschaft und 1816 war er an der Regelung der Scheidemünze beteiligt. Zu Themen des Finanz- und Verwaltungswesens publizierte er auch Schriften.
Neben seinem Beruf galt von Hauers Interesse der Naturwissenschaft und besonders der Paläontologie. So erforschte er etwa die Tertiärschichten des Wiener Beckens. Von ihm entdecktes und gesammeltes Fossilmaterial zu Foraminiferen wurde von Alcide d’Orbigny 1846 für seine Monographie der Foraminiferen des Wiener Beckens verwendet. 1846 wurde Hauer Mitglied im Verein der Freunde der Naturwissenschaften. 1847 wurde er in der Sektion Geologie und Paläontologie der Akademie Leopoldina aufgenommen.
Von Hauer ruht auf dem Sankt Marxer Friedhof in Wien. Seine Sammlung befindet sich heute im Montanistischen Museum der Geologischen Bundesanstalt in Wien.
Sein Sohn Franz von Hauer war ebenfalls als Geologe und Paläontologe tätig, sein Sohn Karl von Hauer war k. k. Hauptmann und Chemiker und als solcher Vorstand des Laboratoriums der Geologischen Reichsanstalt.

## Veröffentlichungen (Auswahl)
- Beiträgen zur Geschichte der österreichischen Finanzen. Wien 1848.
- Über Österreichs Staatsausgaben und Verwaltung in Hauptumrissen. Wien 1849